# ایران در مسابقات جهانی دو و میدانی ۲۰۱۱
ایران در مسابقات جهانی دو و میدانی ۲۰۱۱ که از ۲۷ اوت تا ۴ سپتامبر ۲۰۱۱ در دئگو، کره جنوبی برگزار شد، شرکت کرد.

## اعضای تیم
تیمی متشکل از ۷ نفر نمایندگان ایران در این رقابت‌ها بودند.

## مدال‌آوران
ورزشکار زیر از جمهوری اسلامی ایران برنده مدال در این مسابقات شد.